# Narses de Chicheraque
Narses de Chicheraque (em armênio/arménio: Ներսես Ճիճրակաեցի; romaniz.: Nerses Chichrakats'i) foi um nacarar (nobre), ativo entre o fim do reinado de Sapor IV (r. 415–420) e o começo daquele de Artaxias IV (r. 423–428).

## Nome
Narses é a forma helenizada e latinizada do nome. Em armênio, ocorre como Nerses. A atestação mais antiga do nome ocorre nos Feitos do Divino Sapor, uma inscrição trilíngue do reinado do xainxá sassânida Sapor I (r. 240–270). Em parta é registrado como Narsēs e em pálavi como Narsē. O nome deriva do avéstico Nairyō saŋha-, que literalmente significa "o de muitos discursos", ou seja, o mensageiro divino.

## Vida
Quase nada se sabe sobre ele. Em 420, após o sassânida Sapor abandonar a Armênia para assumir o trono do Império Sassânida como xá em Ctesifonte após a morte de seu pai Isdigerdes I (r. 399–420), Narses foi nomeado general pelos príncipes armênios que junto dele reuniram seus exércitos e lutaram contra as forças persas que ocupavam o país. De acordo com Moisés de Corene, único a citar os eventos, os armênios venceram, mas o país ficou por 3 anos em anarquia e grande confusão, arruinado e despojado. Também cita que impostos deixaram de ser pagos, estradas foram fechadas aos comuns e toda organização ficou em confusão e destruída.